# Bruno Motta
Bruno Motta de Lima (Belo Horizonte, 16 de setembro de 1980) é um humorista, ator e redator brasileiro. Apareceu como um dos nomes da geração da comédia stand-up no Brasil, criador e apresentador do "Gongada Drag", um dos autores do Furo MTV, também conhecido por apresentar o Improvavel e por ter passado pelo elenco dos últimos anos do Pânico na Band, principalmente nos quadros "MasterTrash" e "Tá no Lar".

## Biografia
O mais velho de dois filhos de um professor e uma dona de casa, Bruno nasceu em Belo Horizonte e desde cedo se dedicou a comunicação, fazendo além de teatro, jornal e eventos dos colégios por onde passou - como o FESTIN, (Festival de Teatro Intercolegial) que teve 9 edições. Estudou sempre em escolas públicas, como o Colégio Pandiá Calógeras e Colégio Marconi, bastante conhecidos na capital mineira. Embora não tenha cursado escolas de teatro, muito cedo se profissionalizou para estar em cartaz oficialmente com os espetáculos que montava com a turma do colégio. Se forma em Comunicação na PUC/MG em 2003 e após trabalhar na Disney num programa de intercâmbio em 2006/2007 (especificamente no Star Tours, atração do Disney's Hollywood Studios) se muda para São Paulo, onde se naturaliza, seguindo carreira profissional como comediante, improvisador e redator.

## Carreira
Como humorista stand up tem por temas favoritos TV, notícias e neuroses urbanas. No começo da carreira dividiu uma temporada de shows com José Vasconcelos, logo após ter sido  um dos ganhadores do Prêmio Multishow/1998 como quinto colocado. Ficou nacionalmente conhecido ao realizar uma maratona para um Recorde Mundial fazendo um show de mais 38 horas. Integrou o elenco de shows como o Comédia em Pé e participou como improvisador nos espetáculos Improvável, ImproRiso e Finalmente Tudo.
Na TV participou de programas como Que História É Essa Porchat, Caldeirão, Altas Horas, Danilo Gentili (Band e SBT) e Jô Soares, tendo curtíssima passagem pela Escolinha do Prof. Raymundo, com Chico Anysio. É um dos criadores do Furo MTV (2009), onde também atuou como redator final, colunista e apresentador. De 2011 a 2012 foi comentarista do Jornal da Record News, função que também desempenhou brevemente em 2015 no Notícias da Manhã, no SBT. Integrou o elenco do último ano do Pânico na Band, principalmente nos quadros "Tá no Lar" e "MasterTrash".
Escreveu as comédias teatrais "Nany People Salvou Meu Casamento" (Teatro Brigadeiro/SP), "Querido, Vou Posar Nua" (Teatro Sesc Palladium/BH) e os textos e esquetes de "Finalmente Tudo" (Teatro Folha/SP), entre outras.
Em 2013 ingressou na Globo no núcleo de criação de Cláudio Torres Gonzaga, com quem também trabalha na redação do programa de Tom Cavalcante Dra. Darci, em 2018. Em 2014 foi escolhido como apresentador do The Soup e passou a estrelar o espetáculo "1 Milhão de Anos Em Hora", de Colin Quinn e Jerry Seinfeld em versão brasileira de Marcelo Adnet. Desde 2018 apresenta na internet duas vezes por semana o "Diário Semanal", programa que mistura humor e notícias gravado ao vivo com plateia, recebendo convidados como Fábio Porchat, Murilo Couto, Gustavo Mendes e muitos outros. Em 2020 foi convidado para apresentador, ao lado de Lígia Mendes, o programa multiplataforma Tô na Pan.
Em 2023 cria, produz e apresenta o espetáculo Gongada Drag, um grande show de comédia que envolve drag queens, comediantes LGBTQIA+ e grandes personalidades da cena gay sendo "gongadas" por todos. Nomes como Nany People, Silvety Montilla, Rita Von Hunty e outros já foram "homenageadas".

### Dramaturgia (Ator)
- 2016 - Chamado Central (Multishow) - Gentil (Dir. Daniel Nascimento)
- 2015 - O Íncrivel SuperOnix (Gshow) - Cabo Antunes (Dir. Calvito Leal e Cláudio Torres)
- 2015 - A Esperança é a Última que Morre (Dir. Calvito Leal)
- 2016 - Chamado Central (WEB) - Mauro "Mau-Mau" (Dir. Daniel Nascimento)
- 2012 - A Sétima Consulta - Miguel (Dir. Rafael Meira - Prod. Meliès)
- 2009 - Cilada (Multishow) - Waldir (Dir. Felipe Joffily)
- 1998 - Arrumação (SBT/Alterosa) - Vários (Até 2001)

### TV
- 2020 - Tô na Pan - Apresentador - Panflix e Jovem Pan
- 2018 - Dra. Darci - Autor (Multishow)
- 2018 - Conversa com Bial - Consultor (Globo)
- 2018 - ESPECIAL no Comedy Central Stand Up 2018 (Comedy Central)
- 2017 - Prêmio Multishow de Música 2017 - Redação Final (Multishow)
- 2016 a 2017 - Pânico na Band - Tá no Lar e MasterTrash (Band)
- 2016 - Prêmio Multishow de Música 2016 - Redação Final (Multishow)
- 2016 - ESPECIAL no Comedy Central Stand Up 2017 (Comedy Central)
- 2015 - Notícias da Manhã - Comentarista de Humor (SBT)
- 2013 a 2014 - Rede Globo - Redação e Criação (Globo)
- 2013 - Comedy Central Apresenta - Stand Up (Comedy Central)
- 2011 a 2012 - Jornal da Record News - Comentarista (Record News)
- 2009 a 2011 - Furo MTV (MTV) - Autor, Repórter e Colunista
- 2009 a 2010 - 15 Minutos (MTV) - Roteiro
- 2009 - Cilada (Multishow) - Part. Especial
- 2008 - Altas Horas (Rede Globo)
- 2006 a 2007 - Show do Tom (Rede Record)
- 2001 - Zorra Total - Escolinha do Professor Raimundo (Rede Globo)
- 1998 - 2001 Arrumação (SBT/Alterosa) - Redator e Elenco

### Internet
- 2018 a Hoje - Diário Semanal
- 2012 a 2016 - Fórmula 404 - UOL e YouTube- Criador/Apresentador
- 2011 a 2013 - Um Vídeo por Semana - Stand Up
- 2010 a 2011 - Falha Deles (TV IG) - Apresentador e Redator
- 2009 a Hoje - Improvável

### DVD e Especiais
- 2017 - Melhor Que os Outros Stand Ups Que eu Já Fiz em 15 Anos de Carreira (Netflix)
- 2015 - Comedy Central Apresenta (Netflix)
- 2014 - Improvável Ao Vivo em Santo André - Apresentador (Netflix)
- 2011 - Bruno Motta em: O Show do Ano - Autor e Ator (DVD e Netflix)

### Teatro/Ator
- 2015 a Hoje - 1 Milhão de Anos em 1 Hora - (Ator)
- 2013 a 2014 - Finalmente Tudo - (Ator e Diretor)
- 1998 a 2001 - Aqui Jaz a Comédia (Ator e Autor)
- 1997 - Sala de Embarque - Uma Comédia de 1a Classe (Ator e Autor)
- 1996 - Céus! (Ator e Autor)

### Stand Up
- 2016 - Melhor que Os Outros Stand Ups Que Eu Já Fiz em 15 Anos de Carreira
- 2015 - Comédia Em Pé
- 2011 - ImproRiso no Teatro (SP) - Teatro Procópio Ferreira
- 2010 - "!" (SP) - Teatro Renaissance
- 2009-2013 - Improvável (SP) - Teatro TUCA
- 2008-2010 - ImproRiso (SP) - Diversos
- 2008-2010 - Seleção do Humor Stand Up (SP) - Teatro Folha
- 2007 - Comédia em Pé (SP) - UCI
- 2005 - ImproRiso (BH) - Teatro Alterosa, Palácio das Artes
- 2001-2004 - De Pé! (BH)

### Teatro/Autor
- 2014 - Como Salvar Um Casamento (Autor)
- 2013 - Querido, Vou Posar Nua (Autor)
- 2007 - Nany People Salvou Meu Casamento (Autor)
- 1998 - Aqui Jaz a Comédia (Ator e Autor)
- 1997 - Sala de Embarque - Uma Comédia de 1a Classe (Ator e Autor)
- 1996 - Céus! (Ator e Autor)

### Prêmios
- 2018 - Melhor Texto no 20º FESTIC - Festival de Esquetes de Caruaru por "Como Salvar um Casamento"
- 2006 - Melhor Comediante Stand Up do Brasil (Rio de Janeiro, Mercadão Cultural)
- 2005 - Vencedor Prêmio Minas de Dramaturgia por "Uma Robô Adolescente"
- 2003 - Vencedor do Festival Nacional de Novos Humoristas
- 1998 - 3º Prêmio Multishow de Bom Humor (5º Lugar)